# ألبرتو رينوسو
ألبرتو رينوسو مواليد 14 مايو 1940 في الفلبين - الوفاة 22 نوفمبر 2011، كان لاعب كرة سلة فلبيني. بدأ مسيرته الاحترافية في سنة 1975. لعب في الرابطة الفلبينية لكرة السلة كلاعب وسط. حمل الرقم 4. بلغ طوله 6 قدم 2 بوصة (1.9 م). مثّل منتخب بلاده. شارك في دورة الألعاب الأولمبية الصيفية سنة 1968. حقق المركز الأول في بطولة أمم آسيا لكرة السلة 1960. اعتزل اللعب في 1977.

## الميداليات
| الميدالية | المسابقة                       |
| --------- | ------------------------------ |
| ذهبية     | بطولة أمم آسيا لكرة السلة 1960 |
| ذهبية     | بطولة أمم آسيا لكرة السلة 1963 |
| فضية      | بطولة أمم آسيا لكرة السلة 1965 |
| ذهبية     | بطولة أمم آسيا لكرة السلة 1967 |
| ذهبية     | بطولة أمم آسيا لكرة السلة 1973 |
| ذهبية     | دورة الألعاب الآسيوية 1962     |

## روابط خارجية
- ألبرتو رينوسو على موقع الاتحاد الدولي لكرة السلة (الإنجليزية)
- ألبرتو رينوسو على موقع الاتحاد الدولي لكرة السلة (الإنجليزية)
- ألبرتو رينوسو على موقع سبورتس رفرنس (الإنجليزية)
- ألبرتو رينوسو على موقع أوليمبيديا (الإنجليزية)